# Beta Boötis
Beta Boötis (Nekkar, β Boo) – gwiazda w gwiazdozbiorze Wolarza. Znajduje się około 225 lat świetlnych od Słońca.

## Nazwa
Gwiazda ta ma tradycyjną nazwę Nekkar, która wywodzi się od arabskiej nazwy ‏بقار‎ baqqār, oznaczającej Wolarza i odnoszącej się do całej konstelacji. Grupa robocza Międzynarodowej Unii Astronomicznej do spraw uporządkowania nazewnictwa gwiazd zatwierdziła użycie nazwy Nekkar dla określenia tej gwiazdy.

## Charakterystyka
beta Boötis jest żółtym olbrzymem o jasności 190 razy większej niż jasność Słońca, należy do typu widmowego G8. Gwiazda ma promień 19 razy większy niż promień Słońca. Wprawdzie rotuje powoli, jeden obrót zajmuje jej 3/4 roku, ale przejawia podobny poziom aktywności magnetycznej co Słońce i generuje rozbłyski promieniowania rentgenowskiego. Jest nieznacznie wzbogacona w bar, lecz w odróżnieniu od innych gwiazd przejawiających tę cechę, wydaje się być gwiazdą pojedynczą. Rozpoczęła życie około 350 milionów lat temu, dawniej była niebieską gwiazdą ciągu głównego należącą do typu widmowego B, a gdy w jej jądrze reakcje rozpoczną się reakcje łączenia helu w węgiel i tlen, zamieni się w czerwonego olbrzyma.